# Yanns

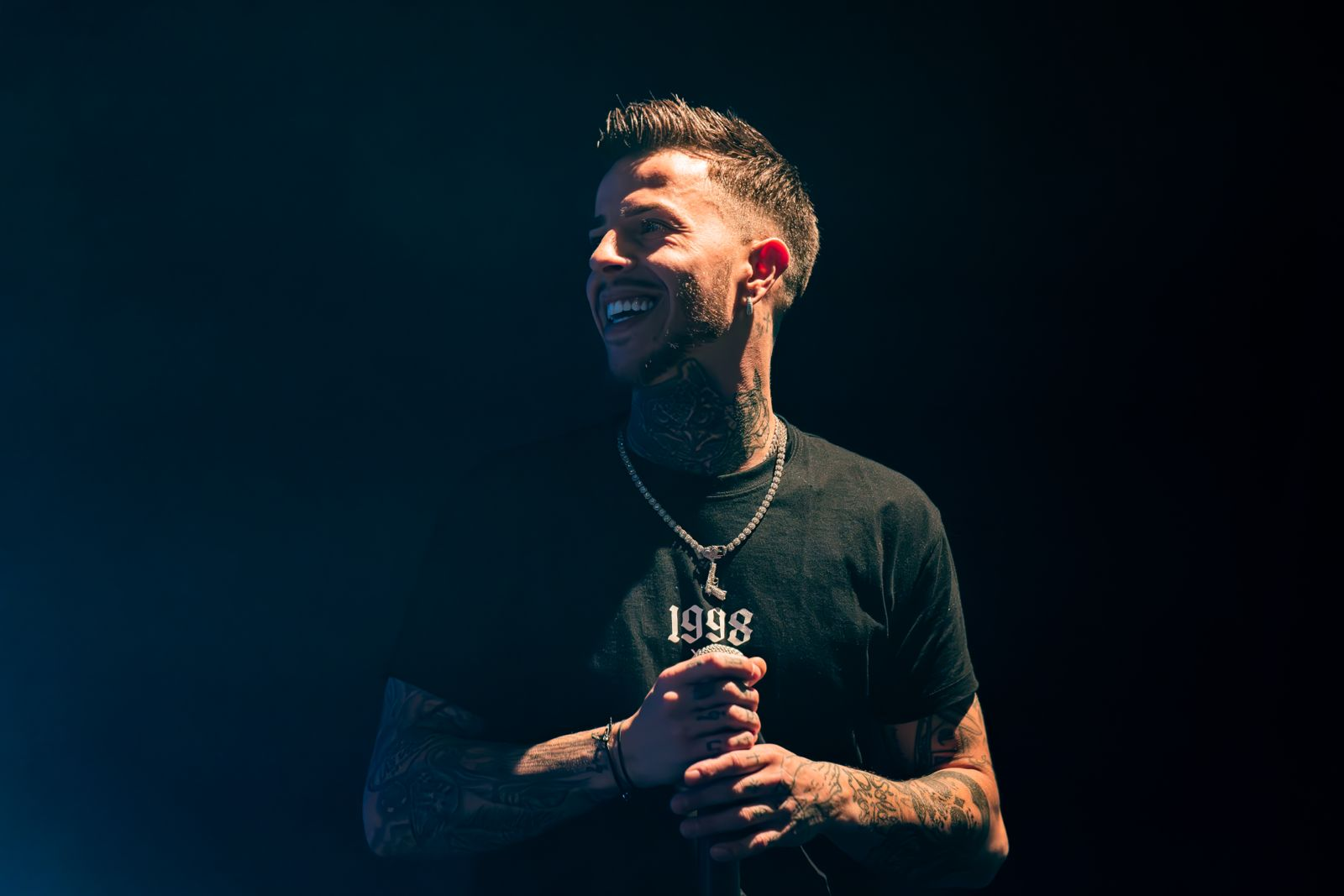
Yanns während eines Konzerts (2023)

Yanns (* 1998 in Metz) ist ein französischer Rapper.

## Karriere
Mit zwölf Jahren zog er mit seiner Familie nach Nancy, wo er ursprünglich eine Fußballkarriere beginnen wollte. Nach einem Kreuzbandriss musste er diesen Traum jedoch aufgeben.
Aufgrund seines Interesse an der Rapmusik wollte er seinem großen Idol, Jul, nacheifern und selbst eine Rapkarriere starten. Im Alter von 17 Jahren kam sein Sohn zur Welt, woraufhin er eine Friseurausbildung absolvierte und die Rapkarriere vorerst in den Hintergrund rückte.
2020 veröffentlichte er seine Debütsingle Bébé, welche zu einem Überraschungserfolge auf der Videoplattform TikTok wurde. Dort konnte er sich schnell eine Fangemeinde aufbauen. Anfang 2021 erschien mit Bambino sein erstes Studioalbum. Mit dem noch im gleichen Jahr veröffentlichten Album Cœur brisé gelang ihm erstmals der Einstieg in die französischen Albumcharts.
Seinen endgültigen Durchbruch hatte er 2021 mit der Single Clic clic pan pan, welche Platz fünf der französischen Charts erreichte und dort mit Diamant ausgezeichnet wurde. Das zugehörige Album Pays des merveilles schaffte es bis auf Platz 10.
Bei den NRJ Music Awards 2022 wurde er in der Kategorie Révélation Francophone de l'année nominiert.
2023 erschien sein fünftes Studioalbum 1998. Mit diesem erreichte er mit Platz fünf seine bisher höchste Platzierung.

## Diskografie

### Alben
| Jahr | Titel               | Höchstplatzierung, Gesamtwochen, AuszeichnungChartplatzierungen (Jahr, Titel, Platzierungen, Wochen, Auszeichnungen, Anmerkungen) | Höchstplatzierung, Gesamtwochen, AuszeichnungChartplatzierungen (Jahr, Titel, Platzierungen, Wochen, Auszeichnungen, Anmerkungen) | Anmerkungen                             |
| Jahr | Titel               | FR | BEW | Anmerkungen                             |
| ---- | ------------------- | --- | --- | --------------------------------------- |
| 2021 | Cœur brisé          | FR83 (6 Wo.)FR | — | Erstveröffentlichung: 3. September 2021 |
| 2022 | Pays des merveilles | FR10 Gold · (64 Wo.)FR | BEW15 (11 Wo.)BEW | Erstveröffentlichung: 27. Mai 2022      |
| 2022 | Partir loin         | FR37 (13 Wo.)FR | — | Erstveröffentlichung: 9. Dezember 2022  |
| 2023 | 1998                | FR5 (17 Wo.)FR | BEW41 (1 Wo.)BEW | Erstveröffentlichung: 16. Juni 2023     |
| 2024 | Mon histoire        | FR40 (… Wo.)FR | BEW115 (… Wo.)BEW | Erstveröffentlichung: 29. November 2024 |

Weitere Alben
- 2021: Bambino

### Singles
| Jahr | Titel Album                                     | Höchstplatzierung, Gesamtwochen, AuszeichnungChartplatzierungen (Jahr, Titel, Album, Platzierungen, Wochen, Auszeichnungen, Anmerkungen) | Höchstplatzierung, Gesamtwochen, AuszeichnungChartplatzierungen (Jahr, Titel, Album, Platzierungen, Wochen, Auszeichnungen, Anmerkungen) | Anmerkungen                             |
| Jahr | Titel Album                                     | FR | BEW | Anmerkungen                             |
| ---- | ----------------------------------------------- | --- | --- | --------------------------------------- |
| 2020 | Mon chouchou Bambino                            | FR169 Gold · (2 Wo.)FR | — | Erstveröffentlichung: 24. November 2020 |
| 2021 | En détresse Cœur brisé                          | FR185 (1 Wo.)FR | — | Erstveröffentlichung: 21. Mai 2021      |
| 2021 | Clic clic pan pan Pays des merveilles           | FR5 Diamant · (86 Wo.)FR | BEW18 (19 Wo.)BEW | Erstveröffentlichung: 10. Dezember 2021 |
| 2022 | Soleil et nanas Pays des merveilles (Réédition) | FR138 (6 Wo.)FR | — | Erstveröffentlichung: 6. Mai 2022       |

Weitere Singles
- 2020: Bébé